# Schateiland (anime)
Schateiland (宝島, Takarajima) is een Japanse animeserie uit 1978 gebaseerd op de gelijknamige roman van Robert Louis Stevenson. De reeks begon in Nederland op 28 oktober 1981 en eindigde op 5 september 1984.

## Lijst van afleveringen
| Nr. | Nederlandse titel              | Japanse titel (vertaling)                              | Uitzenddatum JP  | Uitzenddatum NL  |
| --- | ------------------------------ | ------------------------------------------------------ | ---------------- | ---------------- |
| 01  | Billy de verschrikkelijke      | Billy de verschrikkelijke is aangekomen!               | 8 oktober 1978   | 28 oktober 1981  |
| 02  | Is dat Black Dog?              | Wie is Black Dog?                                      | 15 oktober 1978  | 2 december 1981  |
| 03  | De man met één been            |                                                        | 22 oktober 1978  | 6 januari 1982   |
| 04  | De schatkaart                  | Ik heb de schatkaart!                                  | 29 oktober 1978  | 10 februari 1982 |
| 05  | Mama, ik ga varen!             | Ik vertrek, mama!                                      | 5 november 1978  | 17 maart 1982    |
| 06  | John Silver: vriend of vijand? | Vriend of vijand? — John Silver                        | 12 november 1978 | 21 april 1982    |
| 07  | John Silver: vriend van Jim    |                                                        | 19 november 1978 | 26 mei 1982      |
| 08  | Het spookschip                 | Het spookschip roept mij                               | 26 november 1978 | 30 juni 1982     |
| 09  | ?                              | Ontvoering in het slavenpoort                          | 3 december 1978  | 8 september 1982 |
| 10  | Een vat vol appels             | Gehoord vanuit een vat vol appels                      | 10 december 1978 | 20 oktober 1982  |
| 11  | ?                              | Wat is er gaande op schateiland?                       | 17 december 1978 | 24 november 1982 |
| 12  | Het blokhuis                   | Het monster van de jungle is hier!                     | 24 december 1978 | 29 december 1982 |
| 13  | De bel van Redruth             | Grootvaders belletje                                   | 31 december 1978 | 2 februari 1983  |
| 14  | ?                              | Zo is 't leven — Vriend of vijand                      | 7 januari 1979   | 9 maart 1983     |
| 15  | ?                              |                                                        | 14 januari 1979  | 13 april 1983    |
| 16  | Jim wordt een man              |                                                        | 21 januari 1979  | 18 mei 1983      |
| 17  | Ik ben geen kind               | Onderschat me niet, ik ben geen kind                   | 28 januari 1979  | 22 juni 1983     |
| 18  | Hans leeft weer op             |                                                        | 4 februari 1979  | 27 juli 1983     |
| 19  | De onsterfelijke Silver        | Het einde van de onsterfelijke Silver?                 | 11 februari 1979 | 31 augustus 1983 |
| 20  | Rebelse piraten                | En dan nu... De kruisiging van Long John!              | 18 februari 1979 | 27 juni 1984     |
| 21  | De schat gevonden              | Een schat is enkel nuttig als je leeft!                | 25 februari 1979 | 29 juni 1984     |
| 22  | De kist is leeg!               | Een piraat laat bij zijn dood enkel zijn skelet achter | 4 maart 1979     | 1 augustus 1984  |
| 23  | Volle maan                     |                                                        | 11 maart 1979    | 17 augustus 1984 |
| 24  | ?                              |                                                        | 18 maart 1979    | 24 augustus 1984 |
| 25  | Zijn we weer vrienden?         | Tot de volgende keer, zeewind                          | 25 maart 1979    | 1 september 1984 |
| 26  | ?                              | Flint kan niet meer vliegen                            | 1 april 1979     | 5 september 1984 |

## Rolverdeling
| Personage       | Japans                                         |
| --------------- | ---------------------------------------------- |
| John Silver     | Genzo Wakayama                                 |
| Jim Hawkins     | Mari Shimizu                                   |
| Grey            | Akio Nojima                                    |
| Papy            | Akira Kamiya                                   |
| Smollett        | Hideaki Esumi                                  |
| Hunter          | Hiromitsu Mizushima                            |
| Livesey         | Iemasa Kayumi                                  |
| Trelawney       | Junpei Takiguchi (Echte naam: Kōhei Takiguchi) |
| Bengan          | Kaneta Kimotsuki                               |
| Redroose        | Koichi Kitamura                                |
| Jim (Volwassen) | Koichi Yamadera                                |
| George          | Mitsuo Senda                                   |
| Morgan          | Reizo Nomoto                                   |
| Lily            | Rihoko Yoshida                                 |
| Hans            | Shozo Iizuka                                   |
| Black Dog       | Tessho Genda                                   |